# Lois Nettleton
Lois June Nettleton (Oak Park, 16 de agosto de 1927 – Los Angeles, 18 de janeiro de 2008) foi uma atriz norte-americana de teatro, televisão e cinema.
Foi três vezes indicada ao Primetime Emmy Award e por duas vezes recebeu o Daytime Emmy Award.

## Biografia
Lois nasceu na cidade de Oak Park, em Illinois, em 1927. Era filha de Virginia e Edward L. Nettleton, tendo também sido criada por sua tia por parte de mãe. Depois de terminar o ensino médio na Senn High School, ela estudou drama na Universidade DePaul, em Chicago. Em 1948, foi Miss Chicago e semifinalista do Miss America.
Lois atuou no teatro amador até 1949, quando estrelou na produção da Broadway Cat on a Hot Tin Roof, de Tennessee Williams. No mesmo ano, ela estreou na televisão, na série de TV Studio One, no episódio "Flowers from a Stranger", da rede CBS.

## Carreira
Lois atuou como convidada em várias séries de TV como The Twilight Zone, no episódio "The Midnight Sun", de 1961; Naked City; Route 66; Mr. Novak e Bonanza.
Ao longo da carreira, ela recebeu dois Prêmios Emmy. O primeiro por seu papel como Susan B. Anthony no filme para a televisão The American Woman: Profiles in Courage (1977) e pelo episódio "A Gun for Mandy" (1983), da série Insight. Também foi indicada três vezes por papéis em outras séries de TV e pelo filme Fear on Trial (1975). Lois também era dubladora, tendo trabalhado em vários filmes da Disney, onde chegou a dublar a personagem Malévola em Os Vilões da Disney.

## Vida pessoal
Lois foi casada com o humorista Jean Shepherd, tendo participado de seu programa várias vezes na década de 1960. Eles se casaram em 1960 e acabaram se divorciando em 1967. Lois nunca mais se casou ou teve filhos.
Seu última aparição pública foi na convenção de Twilight Zone, em Nova Jérsei, em agosto de 2007.

## Morte
Lois morreu em 18 de janeiro de 2008, em Los Angeles, aos 80 anos, devido a um câncer de pulmão. Ela foi sepultada no Cemitério Saint Raymond, no Bronx, em Nova Iorque.